# Långtjärnen (Järvsö socken, Hälsingland, 684325-150077)
Långtjärnen är en sjö i Ljusdals kommun i Hälsingland och ingår i Ljusnans huvudavrinningsområde. Sjön har en area på 0,106 kvadratkilometer och ligger 260,2 meter över havet.

## Delavrinningsområde
Långtjärnen ingår i det delavrinningsområde (684176-150080) som SMHI kallar för Inloppet i Flarken. Medelhöjden är 337 meter över havet och ytan är 14,18 kvadratkilometer. Det finns inga avrinningsområden uppströms utan avrinningsområdet är högsta punkten. Stocksboån (Sundsån) som avvattnar avrinningsområdet har biflödesordning 3, vilket innebär att vattnet flödar genom totalt 3 vattendrag innan det når havet efter 150 kilometer. Avrinningsområdet består mestadels av skog (85 procent). Avrinningsområdet har 0,97 kvadratkilometer vattenytor vilket ger det en sjöprocent på 6,8 procent.